# Joaquín Pascual Siboris
Joaquín Pascual Siboris o Saborís (La Habana, 24 de diciembre de 1886 -??, 1948) fue un violinista y compositor afrodescendiente español.
Nació en La Habana aunque antes de cumplir un año de edad su familia volvió a España. Siendo un niño de ocho años ingresó en el Conservatorio de Madrid, donde cursó toda la carrera de violín y composición. Dedicado profesionalmente a la música, formó parte del grupo de artistas jóvenes de Madrid cultivadores de la música de cámara, de tríos, cuartetos, etc. Integró la plantilla de la Orquesta Filarmónica de Madrid como segundo violín al menos en 1918 y 1934 y en 1937 pasó a ocupar ese mismo atril en la Orquesta Nacional de Conciertos que dirigía Bartolomé Pérez Casas.
Compuso varias obras, entre ellas las zarzuelas Los cándidos pretendientes (estrenada en el Teatro Novedades de Madrid el 26 de junio de 1914) y Del rastro a Las Américas así como un buen número romances, minuetos, pasodobles, cuplés y valses.